# Синята куртка
Синята куртка (на английски: Blue Jacket), на езика на шоуните Уеяпиерсенуа (Weyapiersenwah) (1750–1805) е военен водач на шоуните, един от основните противници на американските сили във Войната на Малката костенурка (1786–95). Малко е известно за неговите родители. Предполага се, че е имал поне един европейски родител или че е осиновено бяло момче в племето шоуни. Въпреки че Синята куртка е известен най-вече с участието си като военен водач във Войната на Малката костенурка, той също така се бори с преселниците в Кентъки преди и по време на Войната на Лорд Дънмор (1773–74) и в Американската революция (1775-81).
През лятото на 1776 г. шоуните, заедно с представители на Ирокезката конфедерация, делаварите, отава, чероки, виандот и минго се срещат на брега на река Тенеси и се съгласяват да се съюзят с британците в Американската революция. Те правят това с надеждата да си възвърнат ловните места в Охайо и Кентъки, които вече са окупирани от американски заселници. Шоуните водят няколко малки битки срещу заселниците, включително и нападенията на градовете Хародсбърг и Буунсбъро през 1777 г. През февруари 1778 г. Синята куртка ръководи военна група от 102 воини, които залавят Даниел Буун при лагера Блу Лайкс.
В началото на Войната на Малката костенурка през 1786 г., Синята куртка и вожда на маямите Малката костенурка предприемат нова серия набези срещу заселниците в Охайо. От лагерите си в долината на река Мауми, близо до днешния Форт Уейн, Индиана, Синята куртка, Малката костенурка и техните воини побеждават 2 отделни експедиции изпратени срещу тях от правителството на САЩ. През ноември 1791 г. той и Малката костенурка поставят засада на 2300 американски войници водени от Артър Сейнт Клеър
близо до река Уобаш. Със своите едва 1000 воина двамата вождове прогонват американците. Разгромът на Сейнт Клеър се помни като най-тежкото поражение на Американската армия във войните с индианците.
През 1794 г. конфедерацията на Синята куртка с Малката костенурка показва признаци на напрежение. Британците нарушават обещанието си за снабдяване на индианците с боеприпаси. В допълнение някои техни съюзници от други племена стават неконтролируеми. Синята куртка не успява да задържи съюза заедно. Малката костенурка,
признавайки безполезността на атаките с разпадащата се сила подава оставка в полза на Синята куртка. През август 1794 г. Синята куртка се опитва да направи засада на силите на генерал Антъни Уейн в битката при Фалън Тимбърс (1794). Шоуните са разбити и прогонени. Отгоре на всичко техните предишни британски съюзници отказват да приютят бягащите воини във Форт Маямис. След тази битка Синята куртка признава поражението и през януари 1795 г. той и неговите воини се срещат с генерал Уейн във Форт Грийнвил в западен Охайо на мирни преговори. Подписването на Договора от Грийнвил (1795 г.) осигурява голяма част от територията на Охайо за американците и установява границата между индианците и заселниците в сегашния щат Индиана. Договорът също така гласи, че прогонените индианци ще бъдат компенсирани за освободената от тях земя.